# François Romain Werro
François Romain Werro (* 24. Juli 1796 in Freiburg; † 23. November 1876 ebenda; heimatberechtigt ebenda) war ein Schweizer Politiker der gemässigten Konservativen aus dem Kanton Freiburg.

## Leben
François Romain Werro wurde als Sohn von Charles Joseph Werro geboren. Er war ledig und studierte Rechte in Den Haag und Heidelberg. Von 1822 bis 1830 und von 1834 bis 1845 war er Mitglied des Grossen Rates von Freiburg. Zwischen 1826 und 1829 war er Vizestaatskanzler und anschliessend von 1829 bis 1846 Staatskanzler. Von 1846 bis 1856 zog er sich als Gegner des Sonderbundes aus der Politik zurück und liess sich in Vevey nieder. Von 1856 bis 1863 gehörte er erneut dem Grossen Rat an. Zwischen 1857 und 1858 war er auch Mitglied des Freiburger Staatsrats, in dem er die Kultusdirektion vorstand. In dieser Funktion regelte Werro die Verwaltung der Kirchengüter. Vom 5. Juli 1858 bis zum 1. Mai 1860 gehörte er dem Ständerat an. Werro galt als gemässigter Konservativer.

## Werke
- Une opinion sur la peine de mort, 1863.